# Nederdammen (Ribe)
Nederdammen er en gade i Ribe. Det er en del af det tidligere Storegade og gaden går fra Mellemdammen, ved Midtmøllen og til Ydermøllen, hvor den møder Saltgade, Tvedgade og Sct. Nicolaj Gade.

## Notable bygninger
Nederdammen 33 er et sorttjærede bindingsværk og gule tavl. Det kaldes også Elmoses hus.

### Postgården
Postgården findes på adressen Nederdammen 36

### Nørreport
Nørreport var en byport, der lå som afgrænsning af byens nordlige side.
Byporten nævnes som porta lapidea (stenporten) i 1314. I 1571 under  Hans Petersen Fanning og Severin Jacobsen Borgmester, gennemgik Nørreport en større renovering, hvortil der blev brugt 9.500 mursten. Ved samme lejlighed fik byporten stråtag. Det fik dog ikke lov til at blive på byporten i længere tid, da man efter den store brand 3. september 1580, fandt ud af stråtag var en dårlig ide i tæt bebyggelse. Så i 1594 fik byporten tegltag.
I 1842 gennemgår den direkte vejforbindelse mod nord, Saltgade en forbedring. I den forbindelse opstår der niveauforskel mellem Nederdammen og Saltgade, der rejser spørgsmålstegn ved byportens eksistensberettigelse. Trods alternative forslag, bliver dette den direkte årsag til vedtagelsen af nedbrydningen af byporten.
17. januar 1843 valgte Borgerrepræsentationen en nedrivning af porten og der blev holdt offentlig auktion for dette d. 31. januar 1843.
Uden på byporten hang en jernhånd, der symboliserede og advarede byens gæster om Riber Rets hårdhed. Hånden er bevaret på museet på Det Gamle Rådhus.
I dag findes der en sten i midten af Postgården, Nederdammen 36, der markerer, hvor byporten var.
To større runde sten, der markerede portens start er bevaret og ses i dag på pillerne ved indgangen til parkeringspladsen i Skolegade.

### Ydermøllen
Ydermøllen er den store markante bygningen på Nederdammen 38, hvor en stor træmøllehjul stadigvæk drejer rundt uden på huset.